# Ecocompattatore
Un ecocompattatore è un macchinario per la raccolta differenziata in grado di ridurre il volume di bottiglie di plastica (PET), flaconi di detersivi (HDPE) e lattine di alluminio , favorendone il riciclo. A differenza di un raccoglitore automatico con funzione di selezione (tecnologia reverse vending machine), i macchinari non controllano i prodotti inseriti e quindi hanno una mera funzione di miglioria della raccolta e del livello di riciclo.
Sono solitamente posizionati in luoghi pubblici ad elevata intensità di passaggio pedonale, come per esempio all'uscita di supermercati, scuole, piazze, parchi, centri commerciali, molto spesso in accordo con le istituzioni locali che ne favoriscono l'installazione.
A seconda del modello, molti ecocompattatori sono dotati di controllo a distanza mediante collegamento alla rete e/o hanno la possibilità di rilasciare uno scontrino assegnando un punto per ogni pezzo introdotto, consentendo azioni di direct-marketing da parte di aziende che intendono aderire al circuito virtuoso del riciclo.